# Noul ateism
Noul ateism este numele dat unei mișcări promovate de câțiva scriitori atei la începutul secolului 21, care susține că "religia nu trebuie pur si simplu tolerată, ci trebuie combătută, criticată și demascată prin argumente raționale, oriunde își manifestă influența". Sintagma este adesea asociată cu 5 scriitori: Richard Dawkins, Daniel C. Dennett, Sam Harris, Christopher Hitchens, și Victor J. Stenger.